# Lenne (Ruhr)

De Lenne is een rivier in de Duitse deelstaat Noordrijn-Westfalen en tevens de langste zijrivier van de Ruhr. 
De bron van de rivier, bij de top van de Kahler Asten bij Winterberg in het Hochsauerland, ligt op een hoogte van 819 meter. De Lenne mondt na een loop van 128 kilometer door het Sauerland ten oosten van Hagen nabij de ruïne van kasteel Hohensyburg (op de Syberg, in de plaats Syburg, die tot het stadsdistrict Hörde van de stad Dortmund behoort) uit in de Ruhr. Met een gemiddeld debiet van 25 kubieke meter per seconde is de rivier de grootste zijrivier van de Ruhr. Na de samenvloeiing van rivieren is het debiet van de Ruhr bijna verdubbeld.
De twee belangrijkste zijrivieren van de Lenne zijn de 44,6 km lange Bigge, die bij Finnentrop van links in de Lenne uitmondt, en de 24,5 km lange Verse, die bij Werdohl van links in de Lenne uitmondt. Alle andere zijriviertjes en -beken van de Lenne zijn minder dan 20 kilometer lang. 
Aan de Lenne ligt kasteel Burg Altena. 

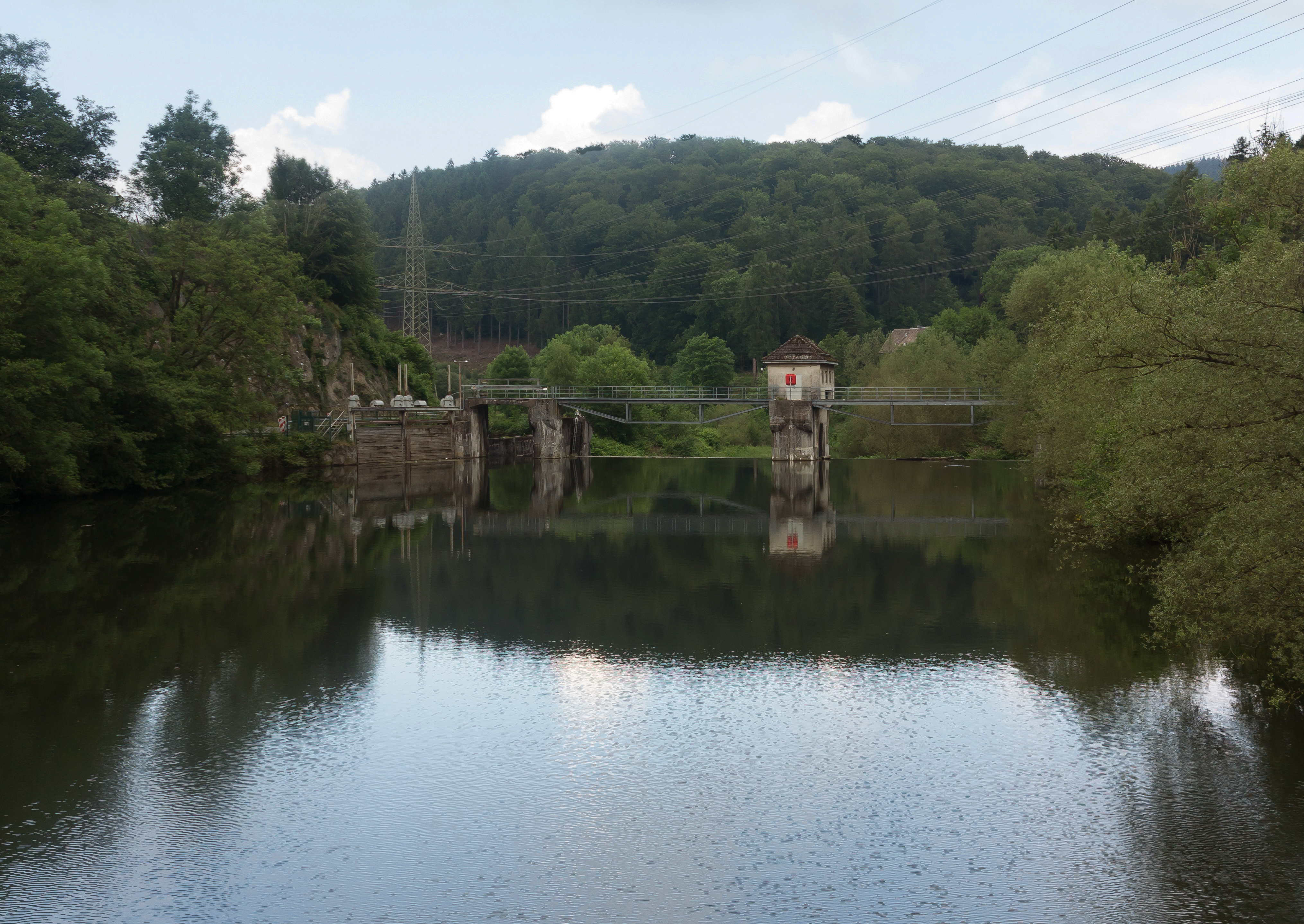
Brug over de Lenne bij Eiringhausen

- Gemeinsame Normdatei: 4035336-9
- Virtual International Authority File: 12145067011266630957